# Ludovika-academie

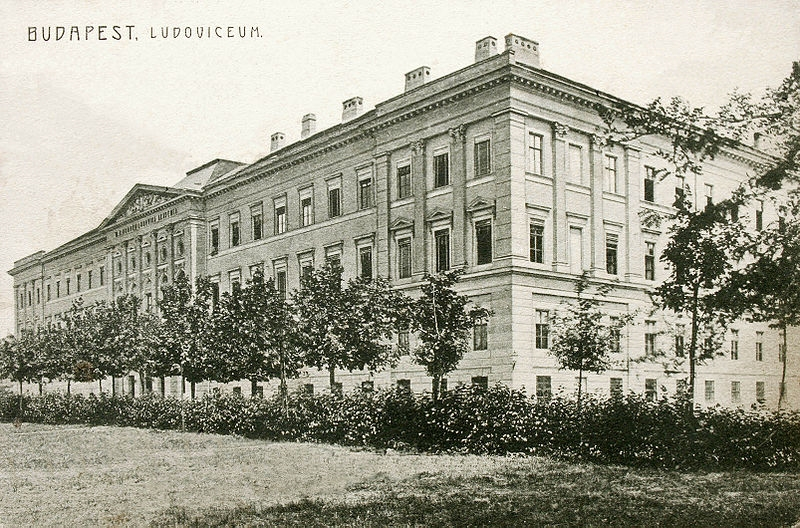
Hoofdgebouw in 1913

De Koninklijk-Hongaarse Ludovika-academie (Hongaars: Magyar Királyi Honvéd Ludovika Akadémia, Duits: Königlich Ungarische Ludovika-Akademie), oorspronkelijk Ludoviceum geheten, was een cadettenschool, en sinds 1897 militaire academie, in het Hongaarse Pest. Daarenboven had de Ludovika-academie een hogere beroepsschool in Sopron en twee landmacht-cadettenscholen.

## Geschiedenis
De academie werd in 1808 opgericht door de Hongaarse Landdag en werd vernoemd naar Maria Ludovika van Oostenrijk-Este, de derde echtgenote van keizer Frans II. Zij schonk het Hongaarse kroningsgeschenk ten bedrage van 50.000 forint aan de oprichting van de academie. Deze werd vernoemd naar een lid van de regerende monarchie, hoewel andere donoren, vooral uit de Hongaarse aristocratie, beduidend hogere bedragen schonken. Verschillende families doneerden ook stukken grond voor de oprichting van het gebouwencomplex.
Het classicistische gebouw, dat door architect Mihály Pollack werd ontworpenn telde twee verdiepingen. In 1880 werd het gebouw door architect József Kauser met een nieuw zijgebouw uitgebreid. Na de eerstesteenlegging in 1830 boycotte de Hongaarse regering de bouw van het complex, omdat ze het geld op een andere manier wou besteden. In 1839 werd het gebouw uiteindelijk opgeleverd. De opening van de academie werd echter op de lange baan geschoven door de Hongaarse Revolutie van 1848. Pas op 21 november 1872 werden de activiteiten aangevat.

Vlag van de academie in 1901

In 1897 werd ze gelijkgesteld aan de Theresiaanse Militaire Academie in Wiener Neustadt en bestond verder tot het uiteenvallen van Oostenrijk-Hongarije. Ten tijde van de Hongaarse Radenrepubliek was ze buiten bedrijf, maar onder het regentschap van Miklós Horthy werd de academie opnieuw geopend. Eind 1944 deed de academie haar deuren toe in Boedapest, en verhuisde ze naar Kőszeg. Na afloop van de Tweede Wereldoorlog werd ze evenwel definitief opgedoekt.
Het gebouw bestaat tegenwoordig nog, en huisvest enerzijds het Wallenberg-gymnasium en anderzijds een deel van het Hongaars Museum voor Natuurwetenschappen.

## Functie
De academie was een instelling voor de opleiding van beroepsofficieren, in eerste instantie voor de koninklijk-Hongaarse landweer. De afgestudeerden konden echter ook in dienst treden bij het gemeenschappelijke Oostenrijks-Hongaarse leger. Van 1872 tot 1897 was de Ludovika-acedmie een cadettenschool, waarin 14- tot 17-jarige leerlingen kosteloos of tegen betaling werden aangenomen. Jaarlijks werden 90 leerlingen aangenomen. Er waren vier jaargangen, waarna de leerlingen als cadet-onderofficier bij de troepen werden ondergebracht. De twee leerlingen van een jaargang die het beste presteerden, werden luitenant. In 1897 werd de Ludovika op ieder vlak gelijkgesteld aan de Theresiaanse Militaire Academie in Wiener Neustadt, waardoor alle afgestudeerden meteen luitenant werden.

## Uniform
Het uniform van de leerlingen stemde in kleur en snit overeen met die van de koninklijk-Hongaarse landweer. Het hoofddeksel was een donkerblauwe tschako met een goud-zijden omboordsel. De donkerblauwe uniformjas (dolman) was voorzien van een kersrode kraag en mouwomsnoeringen. De uniformbroek had rode sierranden.